# NRP Figueira da Foz (P361)
O NRP Figueira da Foz (P361) é um navio-patrulha oceânico da classe Viana do Castelo da Marinha Portuguesa resultante do projeto NPO 2000, com um custo esperado de 50 milhões de euros.

## Cronologia
- Em Março de 2011 a entrega do navio à marinha estava então calendarizada para Setembro de 2012.[4]

- Em Março de 2012 o navio encontrava-se ainda em fase de construção, com os trabalhos de conclusão parados por falta de verbas no Orçamento Geral de Estado para 2012.[3]
- Em Outubro de 2013 foi instalada a peça Marlin-WS de 30 mm, do fabricante Oto Melara, cujo custo unitário foi de dois milhões de euros.[2]

- Em Julho de 2013 tiveram lugar provas de mar, destinadas a testar a capacidade do navio e a detectar eventuais anomalias. A entrega do navio à Marinha Portuguesa, inicialmente prevista para ser realizada entre Novembro e Dezembro do ano de 2013,[5] concretizou-se a 25 de Novembro de 2013.[6]

- Em 19 de Dezembro de 2013 decorreu a cerimónia de baptismo do navio, sendo a madrinha do navio a Secretária de Estado Adjunta e da Defesa Nacional Berta Cabral.[7]

- Em 2014-07-30 o NRP Figueira da Foz partiu para o Mar Mediterrâneo para participar na operação Índalo 2014, uma missão de controlo de fluxos migratórios provenientes do norte de África no âmbito da Agência Europeia de Gestão da Cooperação Operacional nas Fronteiras Externas dos Estados-Membros da União Europeia.[8]

- Em 2014-10-19, o NRP Figureira da Foz sofreu "danos materiais" à saída do porto de Viana do Castelo, quando se preparava para partir dos estaleiros da West Sea.[9]